# Juan Antonio Gutiérrez-Larraya Planas
Juan Antonio Gutiérrez-Larraya Planas (Madrid, España, 1918- Barcelona, 2012) fue un arabista y traductor español. Profesor titular e investigador de la Universidad de Barcelona en el campo de la Filología semítica, se especializó en lengua árabe, y tradujo de manera literal en 1964 del árabe al español de las Mil y una noches, junto a L. Martínez Martín. 

## Biografía

### Vida
Nacido junto al Parque del Oeste de Madrid en el año 1918, se crio en Barcelona, en una familia ampliamente vinculada al mundo de las artes y el cine. Accedió a los estudios de Filosofía y Letras en la Universidad de Barcelona en el año 1936, especializándose en Semíticas al acabar la guerra. Presentó su tesis en 1948, sobre los escritos bíblicos targúmicos, con la que accedió al doctorado con matrícula cum laude.
Dedicó su vida profesional a la docencia (fue profesor titular de Semíticas en la Universidad de Barcelona), la traducción de muy numerosos libros (del alemán, francés e inglés), la elaboración de grandes publicaciones (fue coordinador de la Enciclopedia de la Biblia, y de otras varias) y la investigación (publicó una gramática del árabe). Escribió varios libros sobre religiones, entre los que destacan "Religiones y Creencias" y "La Biblia. Narraciones del Antiguo Testamento", publicados por Noguer. Murió en Barcelona en 2012.

### Familia
Fue hijo del pintor y escritor Tomás Gutiérrez-Larraya, y hermano de Aurora, Federico y Aurelio Gutiérrez-Larraya.

## Las mil y una noches
Junto a la profesora Leonor Martínez Martín, en el año 1964 publicaron una traducción de esta obra hecha directamente respecto al texto original en árabe. Si bien en años anteriores el catedrático Joan Vernet había publicado una traducción directa, en esta publicación el mismo Vernet animó a rehacerla por parte de estos profesores, e incluso hizo el prólogo de la edición. Publicada en tres volúmenes por la editorial Vergara, aún hoy es considerada una obra de referencia, pues contiene un gran número de notas explicativas inéditas y de gran valor.
Su trabajo fue reeditado por la editorial Atalanta en 2014, con prólogo de Manuel Forcano.